# 배재형
배재형(裵宰亨 Bae Jae Hyung, 1973년 5월 28일 ~ )은 대한민국의 시인이며, 문화평론가다.
조선맥주 경영자 외할아버지, 한학자 할아버지, 그리고 은행원 부모 사이에서 1973년 서울에서 태어났다.
사업가와 한학자였던 할아버지들뿐 아니라 최남선, 최두선, 김두일, 배인준, 배수한 등 집안 어른들의 영향으로 
역사와 문학, 언론과 경영 등에 관심을 가지고 자랐다.
2007년 시전문지 '유심'으로 등단했으며, 대표작으로는 <사람이 풍경처럼>, <노숙의 내력>, <월하의 공동묘지> 등이 있다. 
시집으로 <<소통의 계보>>, <<사랑의 위해 준비한 그리움들>>,
사화집으로 <<바람으로 가자>>, <<오른팔을 뻗다>>, 나눔시선집으로 <<사람이 향기로운 것은 사랑 때문이다>> 등이 있다.
LG그룹, 한국야쿠르트 홍보팀, 민앤지 커뮤니케이션 실장, 키뉴스 대표, 디지털투데이 상무로 근무했다.
현재 언론사 '사람의 풍경' 발행인, 출판사 '다함께책' CEO, 플래닛피 대외커뮤니케이션 총괄대표다. 
한국PR협회 운영이사, 한국시인협회 회원이다.
언론매체 인사이트(INSIGHT) 필진, 서울시 창업스쿨 강사진(지도위원, 스타트업 PR 분야)으로도 활동하고 있다.
도성초, 단대부중, 단대부고를 다녔으며 동국대 문학사, 성균관대 경영학석사다.
문화를 통한 소통, 커뮤니케이션으로 세상을 바꾸는 일에 관심이 많다. 
시집, <<소통의 계보>>를 통해 소통의 시인으로 알려졌다.
인문학적 배경을 바탕으로한 현실적 모더니즘 계열의 시와 글을 쓰고 있다. 
2016년 7월 두 번째 시집,  <<그녀의 쓸쓸한 하품>>을 발간했다.
시집 <<그녀의 쓸쓸한 하품>>은 세종우수도서에 선정되었다.
2018년 발라드 앨범 '너와 함께 있는 날엔', 
2020년 시낭송 앨범 Vol. 그녀의 쓸쓸한 하품을 발매했다. 
2022년에는 에세이 '우리는 5분 28초간 사랑이 아니어도 좋아' 를 펴냈다.